# Powiat Wernigerode
Powiat Wernigerode (niem. Landkreis Wernigerode) - był do 1 lipca 2007 powiatem w niemieckim kraju związkowym Saksonia-Anhalt. Tereny powiatu Wernigerode zostały włączone do powiatu Harz.

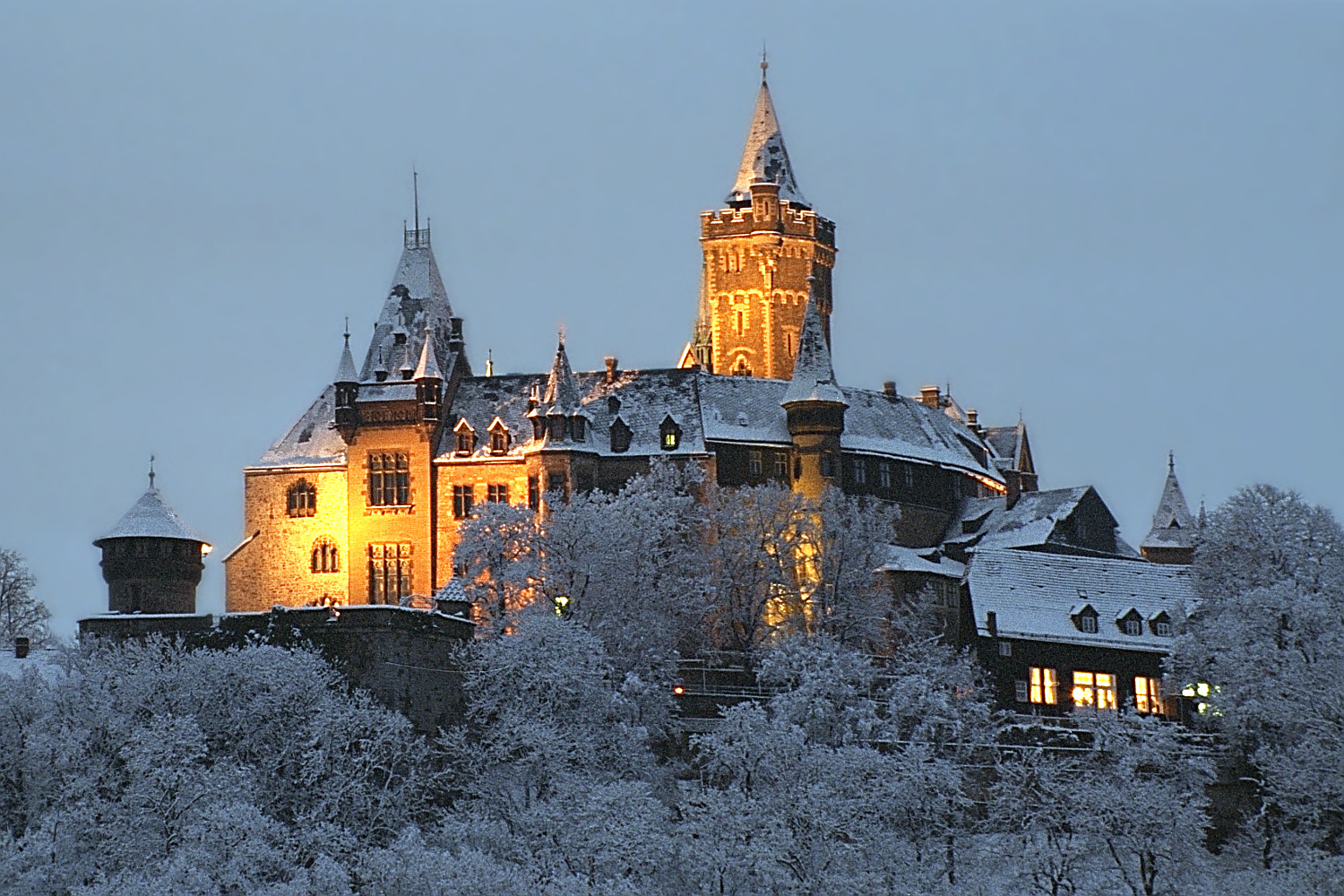
Zamek Wernigerode jest jednym z najpopularniejszych muzeów w Saksonii-Anhalt

Siedzibą powiatu Wernigerode było Wernigerode.

## Miasta i gminy
1. Elbingerode, miasto (5.591)
2. Wernigerode, miasto (33.871)

Wspólnoty administracyjne
| - 1. Wspólnota administracyjna Blankenburg 1. Blankenburg, miasto (15.553) 2. Cattenstedt (720) 3. Heimburg (929) 4. Hüttenrode (1.191) 5. Timmenrode (1.068) 6. Wienrode (896) - 2. Wspólnota administracyjna Brocken-Hochharz 1. Allrode (662) 2. Altenbrak (368) 3. Benneckenstein, miasto (2.234) 4. Elend (514) 5. Hasselfelde, miasto (3.072) 6. Schierke (721) 7. Sorge (119) 8. Stiege (1.170) 9. Tanne (670) 10. Treseburg (92) | - 3. Wspólnota administracyjna Ilsenburg (Harz) 1. Darlingerode (2.368) 2. Drübeck (1.481) 3. Ilsenburg (Harz), miasto * (6.242) - 4. Wspólnota administracyjna Nordharz 1. Abbenrode (946) 2. Derenburg, miasto (2.662) 3. Heudeber (1.273) 4. Langeln (1.110) 5. Reddeber (880) 6. Schmatzfeld (355) 7. Stapelburg (1.391) 8. Veckenstedt (1.475) 9. Wasserleben (1.540) |